# Санта-Витория-ду-Амейшиал
Санта-Витория-ду-Амейшиал (порт.  Santa Vitória do Ameixial) — фрегезия (район) в муниципалитете Эштремош округа Эвора в Португалии. Территория — 55,42 км². Население — 491 житель. Плотность населения — 8,9 чел/км².